# Monumento alla Libertà (Riga)
Il Monumento alla Libertà (Brīvības piemineklis in lingua lettone) di Riga fu concepito dallo scultore lettone Kārlis Zāle ed eretto nel 1935 durante un breve periodo d'indipendenza tra le guerre. Il Monumento è alto 42 metri ed è situato in centro a Riga. In cima si trova una figura femminile che rappresenta la libertà (chiamata affettuosamente Milda), che solleva sopra il capo tre stelle d'oro che simboleggiano le tre regioni della Lettonia: Curlandia, Livonia e Letgallia. Lasciata intatta dai sovietici, la torre resta un simbolo ricco di potere per la popolazione e alla base di questa vengono regolarmente lasciati dei fiori.
Sulla base del monumento è incisa una dedica del poeta lettone Kārlis Skalbe: Per la patria e la libertà (in lettone Tēvzemei un Brīvībai).